# Capri-Napoli (2015)
La 50ª edizione della Capri-Napoli si è svolta il 6 settembre 2015 con partenza dal Lido Le Ondine di Marina Grande e arrivo presso il Circolo Canottieri Napoli.
Hanno partecipato alla gara 26 nuotatori (16 uomini e 10 donne).

## Classifica finale[1]
| Classifica | Atleta               | Nazione   | Tempo      | Classifica per sesso |
| 1          | Damian Blaum         | Argentina | 6h 22’ 13” | 1° uomini            |
| 2          | Evgenij Pop Acev     | Macedonia | 6h 22’ 16” | 2° uomini            |
| 3          | Simone Ercoli        | Italia    | 6h 22’ 20” | 3° uomini            |
| 4          | Edoardo Stochino     | Italia    | 6h 22’ 23” | 4° uomini            |
| 5          | Matheus Evangelista  | Brasile   | 6h 22’ 25” | 5° uomini            |
| 6          | Alexander Studzinski | Germania  | 6h 22’ 33” | 6° uomini            |
| 7          | Bertrand Venturi     | Francia   | 6h 24’ 12” | 7° uomini            |
| 8          | Xavier Desharnais    | Canada    | 6h 27’ 07” | 8° uomini            |
| 9          | Alice Franco         | Italia    | 6h 29 54”  | 1ª donne             |
| 10         | Pilar Geijo          | Argentina | 6h 35’ 17” | 2ª donne             |
| 11         | Alexander Ilievski   | Macedonia | 6h 40’ 49” | 9° uomini            |
| 12         | Samir Barel          | Brasile   | 6h 43’ 27” | 10° uomini           |
| 13         | Esther Nunez         | Spagna    | 6h 43’ 31” | 3ª donne             |
| 14         | Vit Ingeduld         | Rep. Ceca | 6h 43’ 53” | 11° uomini           |
| 15         | Anna Mankevich       | Russia    | 6h 45’ 56” | 4ª donne             |
| 16         | Gabriele Maria Mento | Italia    | 6h 54′ 43″ | 12° uomini           |
| 17         | Vicenia Navarro      | Venezuela | 7h 03′ 56″ | 5ª donne             |
| 18         | Aquiles Balaudo      | Argentina | 7h 05′ 39″ | 13° uomini           |
| 19         | Dina Levacic         | Croazia   | 7h 09′ 24″ | 6ª donne             |
| 20         | Vanesa Rita Garcia   | Argentina | 7h 36′ 08″ | 7ª donne             |
| 21         | Elena Lionello       | Italia    | 7h 38′ 17″ | 8ª donne             |
| 22         | Victoria Mori        | Argentina | 7h 49′ 53″ | 9ª donne             |
|            | Fuori Tempo Massimo  |           |            |                      |
|            | Fernando Ciaramella  | Argentina |            |                      |
|            | Ritirati:            |           |            |                      |
|            | Tomi Stefanovski     | Macedonia |            |                      |
|            | Mattia Ferru         | Italia    |            |                      |
|            | Fabiana Lamberti     | Italia    |            |                      |